# Anna Christmann

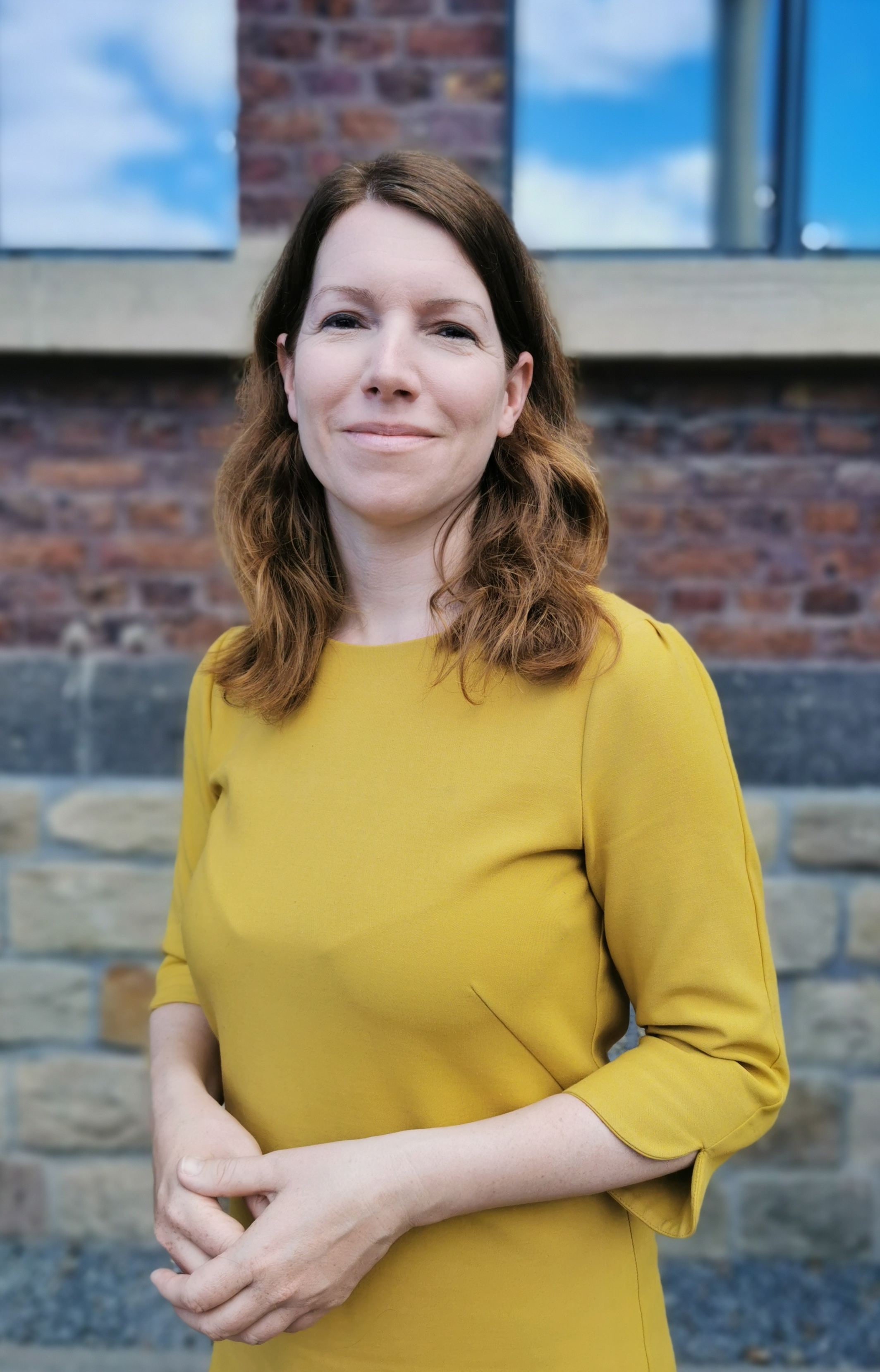
Anna Christmann (2022)

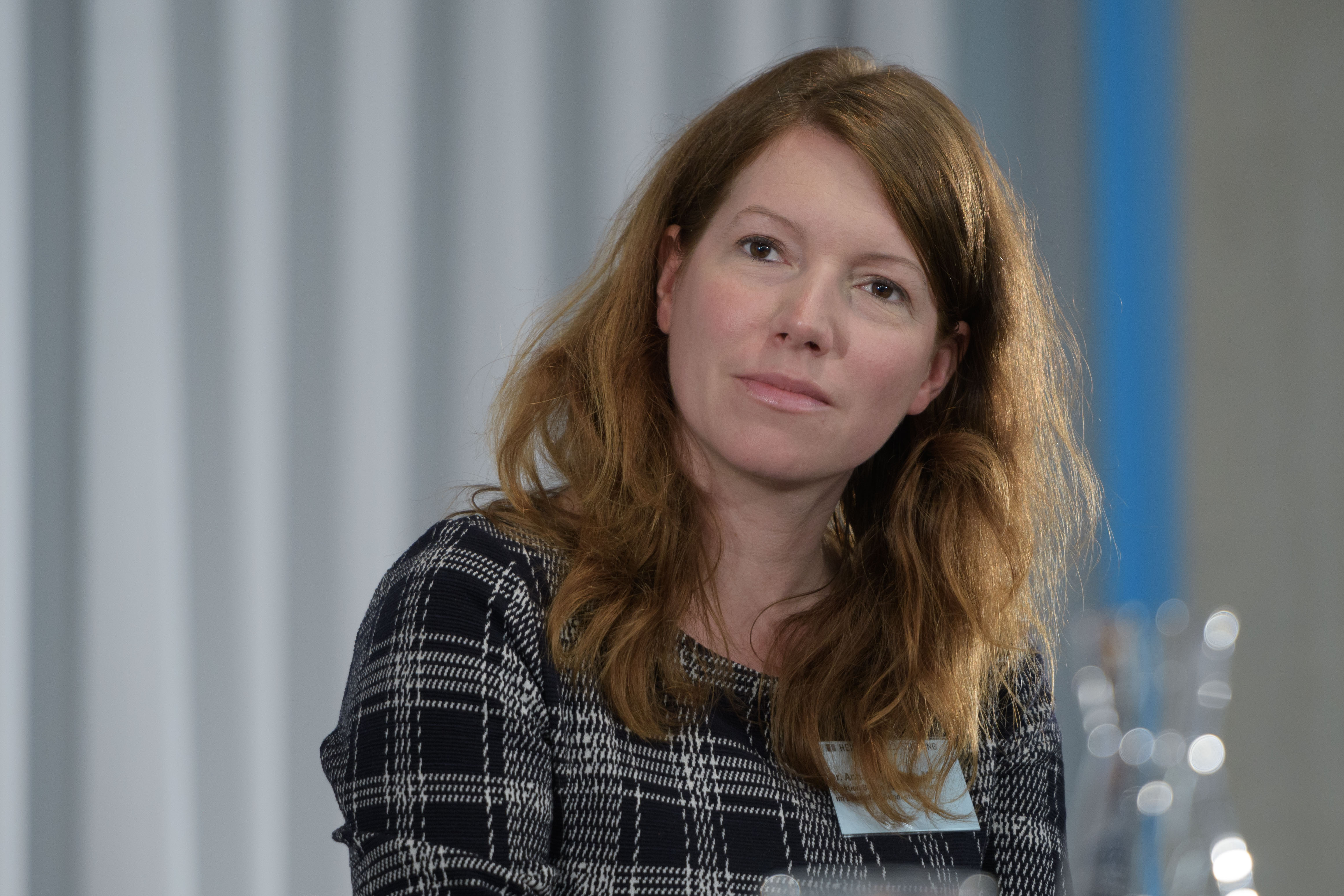
Anna Christmann (2018)

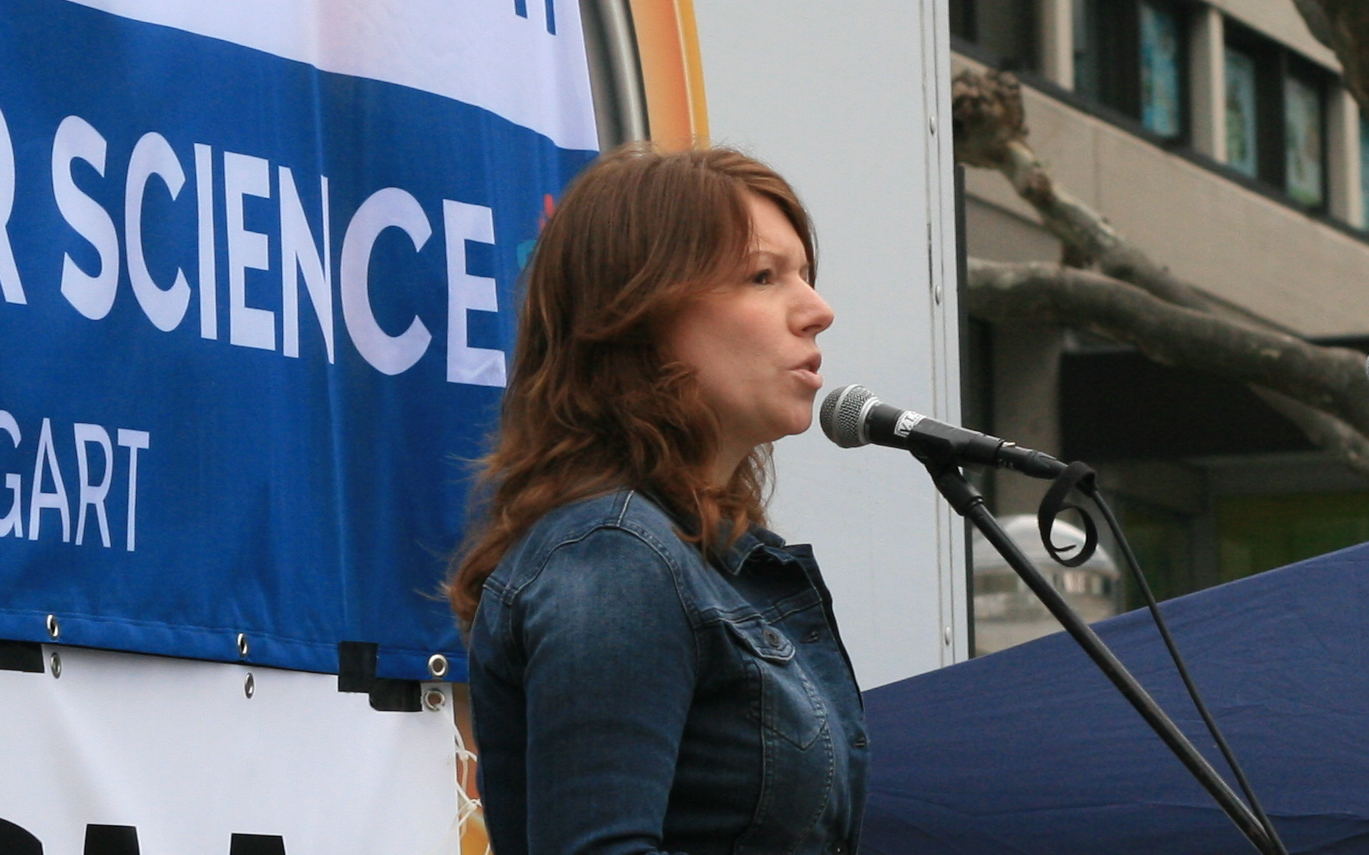
Anna Christmann beim March for Science Stuttgart (April 2017)

Anna Christmann (* 24. September 1983 in Hannover) ist eine deutsche Politikwissenschaftlerin und Politikerin (Bündnis 90/Die Grünen). Seit war von 2017 bis 2025 Mitglied des Deutschen Bundestages und war von Januar 2022 bis April 2025 Koordinatorin der Bundesregierung für die Deutsche Luft- und Raumfahrt sowie Beauftragte für Digitale Wirtschaft & Start-ups.

## Leben

### Ausbildung und Karriere
Anna Christmann wurde 1983 in Hannover geboren. Nach dem Abschluss ihres Abiturs zog Christmann 2002 nach Heidelberg. Dort studierte sie an der Universität Politikwissenschaften, Volkswirtschaftslehre und Mathematik, sie schloss das Studium 2008 mit einem Magister ab. Während ihres Studiums arbeitete sie unter anderem als Wahlkreismitarbeiterin für Theresia Bauer, Abgeordnete im baden-württembergischen Landtag.
Ab 2008 promovierte Christmann an der Universität Bern zum Thema „Die Grenzen direkter Demokratie“. Im Rahmen ihrer Promotion verbrachte sie auch ein Auslandssemester an der University of California in Irvine. Kurzzeitig arbeitete sie anschließend am Zentrum für Demokratie der Universität Zürich.
2013 kehrte Christmann nach Stuttgart zurück und begann dort im Wissenschaftsministerium tätig zu sein, unter anderem als Büroleiterin bei Landeswissenschaftsministerin Theresia Bauer.

### Politisches Engagement
Anna Christmann ist nach eigener Aussage seit 2003 Mitglied von Bündnis 90/Die Grünen. Sie engagierte sich in ihrer Hochschulzeit für die lokale Hochschulgruppe und war Mitglied des Heidelberger Kreisvorstandes.
Sie ist außerdem Mitglied der überparteilichen Europa-Union Deutschland, die sich für ein föderales Europa und den europäischen Einigungsprozess einsetzt.

### Abgeordnete

#### 19. Wahlperiode
2016 kandidierte Christmann für eine mögliche Aufstellung als Kandidatin für die Bundestagswahl 2017. Der Stuttgarter Kreisverband nominierte Christmann neben Cem Özdemir (für Wahlkreis I) als Kandidatin für den Bundestagswahlkreis Stuttgart II. Der Landesparteitag der baden-württembergischen Grünen wählte Christmann im November 2016 auf den elften Platz der Landesliste. Im Wahlkampf setzte sich Christmann unter anderem für mehr politische Mitbestimmung (Volksentscheide), Wohnungsbau und Umweltschutz ein. Der SWR bezeichnete sie dem „Realo-Flügel“ zugehörig.
Bei der Bundestagswahl 2017 erreichten die Grünen in Baden-Württemberg 13,4 Prozent (und damit 2,5 Prozent mehr als 2013). Christmann zog als elfte von 13 gewählten Kandidaten der Landesliste in den Bundestag.
Für die Bundestagsfraktion Bündnis 90/Die Grünen war sie Sprecherin für Bürgerschaftliches Engagement sowie Innovations- und Technologiepolitik. Sie war ordentliches Mitglied des Ausschusses für Bildung, Forschung und Technikfolgenabschätzung, des Ausschusses Digitale Agenda, des Unterausschusses Bürgerschaftliches Engagement und stellvertretendes Mitglied im Ausschuss für Familie, Senioren, Frauen und Jugend. Zudem war Christmann Obfrau der Enquete-Kommission Künstliche Intelligenz. Anna Christmann war ab 2019 Mitglied der Deutsch-Französischen Parlamentarischen Versammlung.

#### 20. Wahlperiode
Bei der Bundestagswahl 2021 wurde sie über Platz 6 der Landesliste erneut in den Deutschen Bundestag gewählt. Robert Habeck benannte sie am 5. Januar 2022 als Koordinatorin der Bundesregierung für die Deutsche Luft- und Raumfahrt und am 27. Januar 2022 als Beauftragte für Digitale Wirtschaft & Start-ups im Bundesministerium für Wirtschaft und Klimaschutz (BMWK). Sie setzte sich für moderne Finanzierungslösungen bei jungen Unternehmen ein.

### Kandidatur 2025
Christmann kandidierte zur Bundestagswahl 2025 erneut um ein Mandat. Das Direktmandat im Bundestagswahlkreis Stuttgart II verfehlte sie abermals. Anders als 2021 gelang ihr aber ein erneuter Einzug auch über die baden-Württembergische Landesliste nicht, so dass sie im April 2025 aus dem Bundestag ausschied.

### Privat
Christmann ist verheiratet und hat zwei Kinder. Sie wohnt in Stuttgart und Berlin.

## Werke
- In welche politische Richtung wirkt die direkte Demokratie. Rechte Ängste und linke Hoffnungen in Deutschland im Vergleich zur direktdemokratischen Praxis in der Schweiz. Nomos, Baden-Baden 2009, ISBN 978-3-8329-4204-5.
- Die Grenzen direkter Demokratie. Volksentscheide im Spannungsverhältnis von Demokratie und Rechtsstaat. Dissertation. Reihe Politik und Demokratie in den kleineren Ländern Europas, Band 2. Nomos, Baden-Baden 2012, ISBN 978-3-8329-7337-7.